# Prosopocoilus oweni ovatus
Prosopocoilus oweni ovatus es una especie de coleóptero de la familia Lucanidae.

## Distribución geográfica
Habita en Vietnam Tailandia.